# Norr Amsberg
Norr Amsberg est une localité de Suède dans la commune de Borlänge située dans le comté de Dalécarlie.
Sa population était de 244 habitants en 2019.